# 天塩岳
天塩岳（てしおだけ）は、北海道士別市と紋別郡滝上町にまたがる標高1,558mの山。

## 概要
天塩川の水源に位置し、利尻島の利尻山を除くと道北では最高峰である。天塩岳を中心に前天塩岳や西天塩岳が1つの山塊をつくっているが、山容はおおむねたおやかである。また、「お花畑」の規模は小さい。頂上からは北大雪や東大雪の山々のほか、条件がよければ遠く北に利尻岳を見ることができる。日本二百名山、および北海道百名山と北海道の百名山に選定されている。

## 登山

### 登山道
コースは士別市側に下記の3本と、滝上町側に1本あるが、メインは士別市の天塩岳ヒュッテからのコースになる。
- 旧道（沢）コース

天塩岳ヒュッテから天塩川本流に沿って頂上に至る登山道。7月下旬頃まで雪渓が残るため雪崩や落石に注意を要する。
- 新道コース

天塩岳ヒュッテから1kmほど戻った地点に登山口があり、円山を経て頂上に至るコース。
- 新道コース（連絡道）

天塩岳ヒュッテから天塩川本流沿いに旧道コースを進み、約1.5kmほどの地点で旧道コースから分かれて連絡道に入り、600mほど進んだところで新道コースに合流するコース。初心者向き。
- 前天塩岳コース

旧道コースから分かれ前天塩岳を経由して尾根伝いに天塩岳に至るコース。前天塩岳山頂まで登り勾配が続く。

### 宿泊施設
- 登山者向けの天塩岳ヒュッテと、新道コース中腹に避難小屋があり、別棟に汲み取り式のトイレがある。両方とも無料で利用できる。天塩岳ヒュッテには水道と自炊施設も備わっている。

## 参考画像

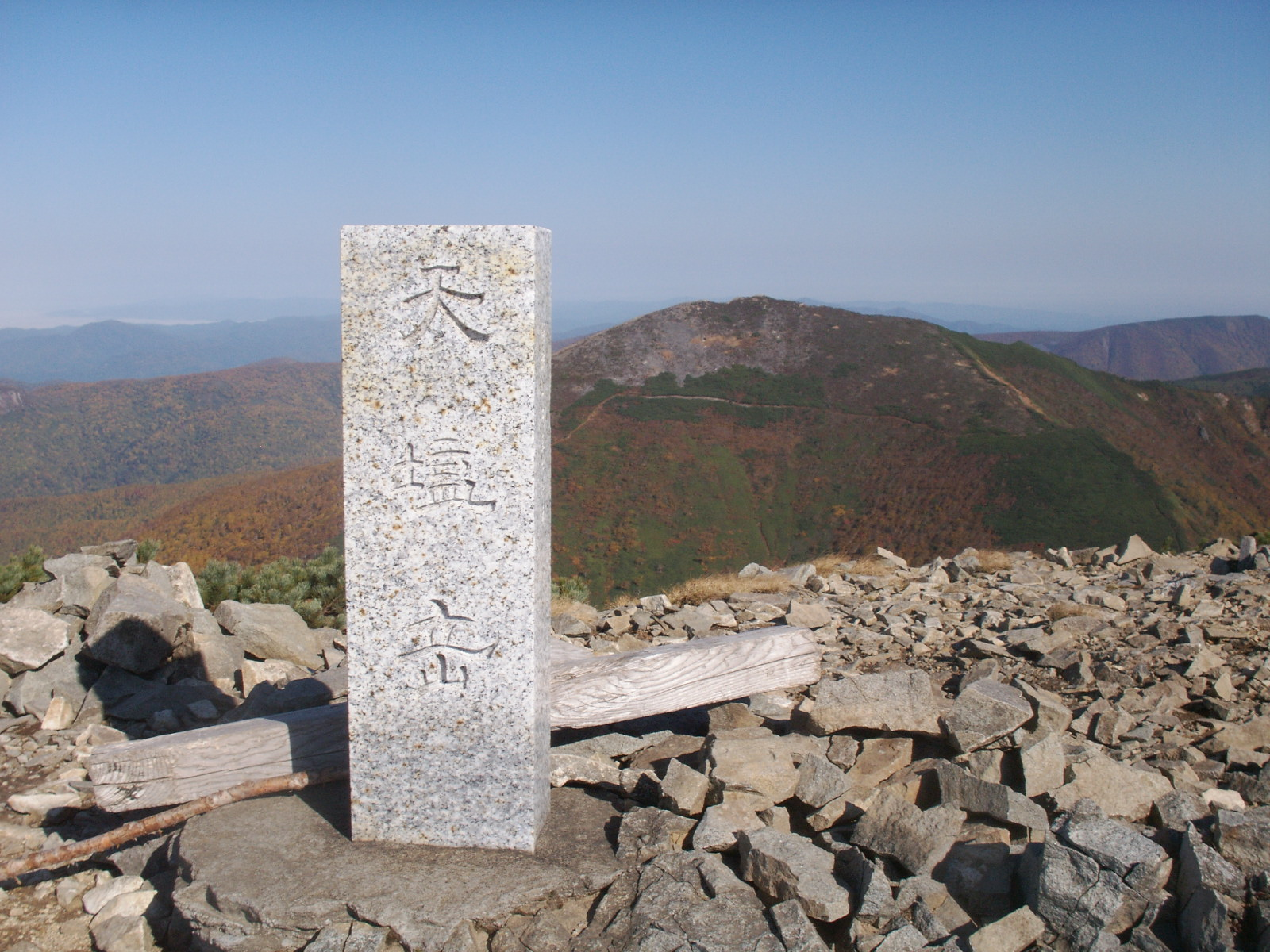
天塩岳山頂から見た前天塩岳
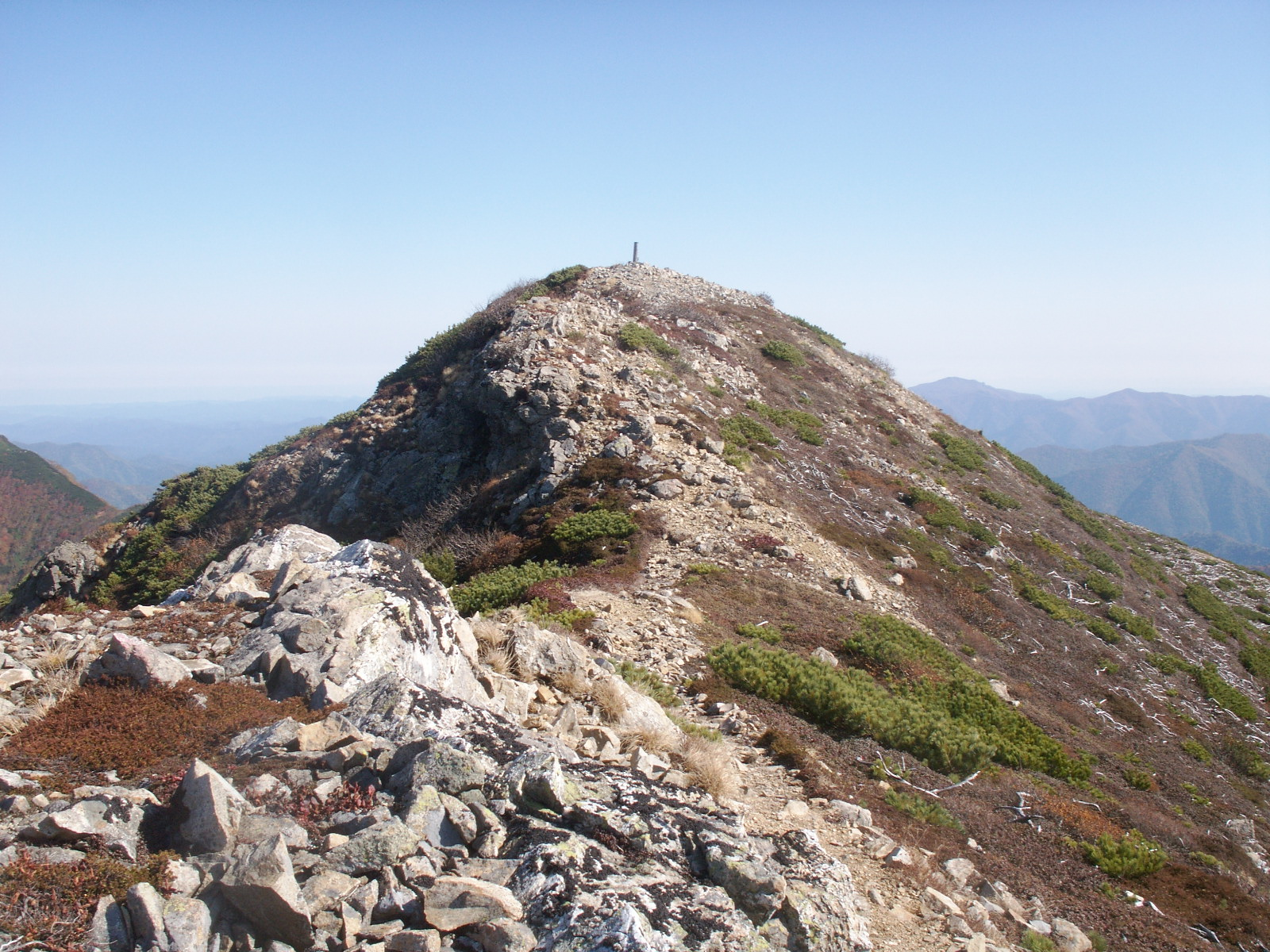
前天塩岳の近景、天塩岳の1kmほど北にある
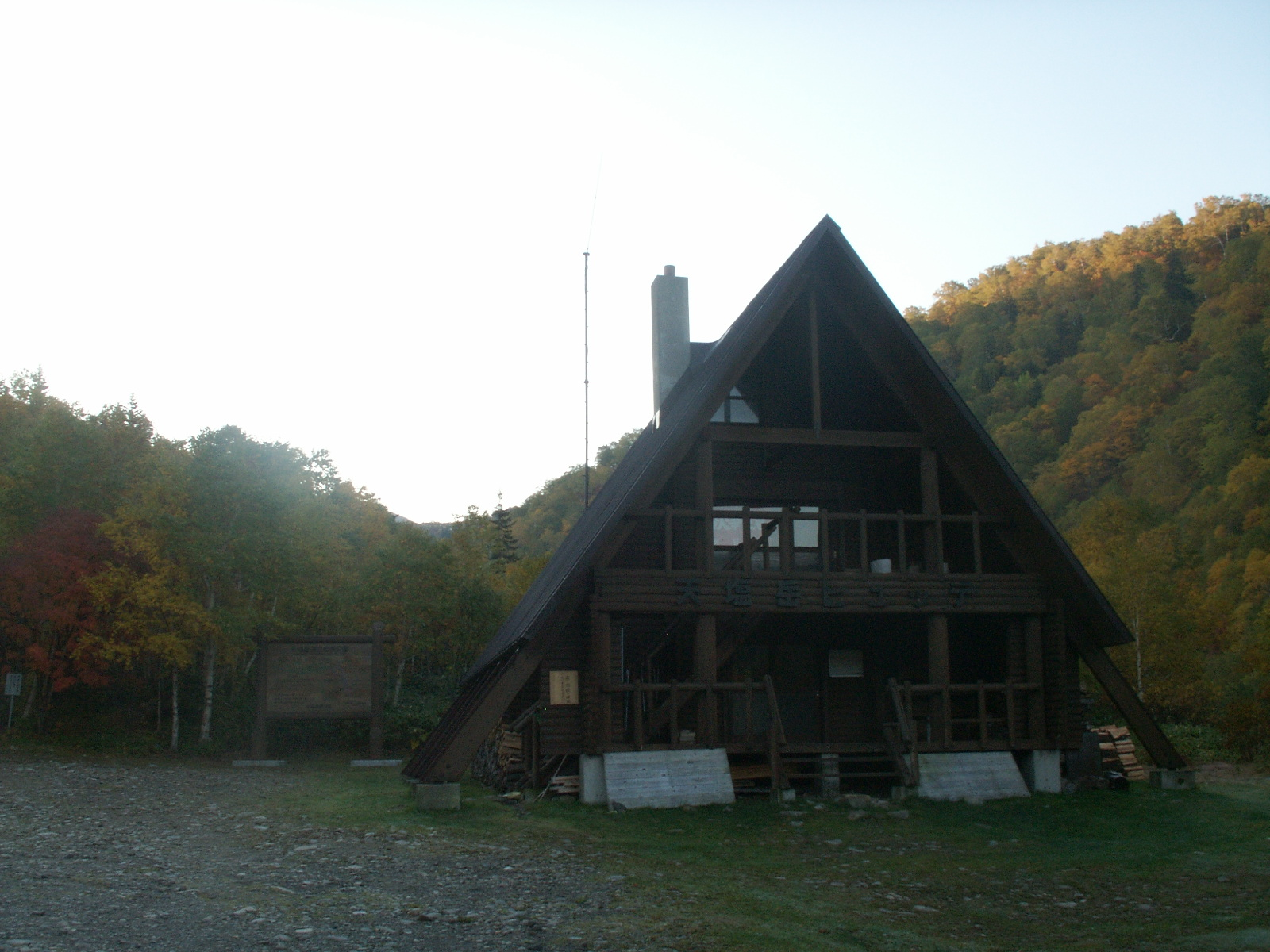
登山道入口にある天塩岳ヒュッテ
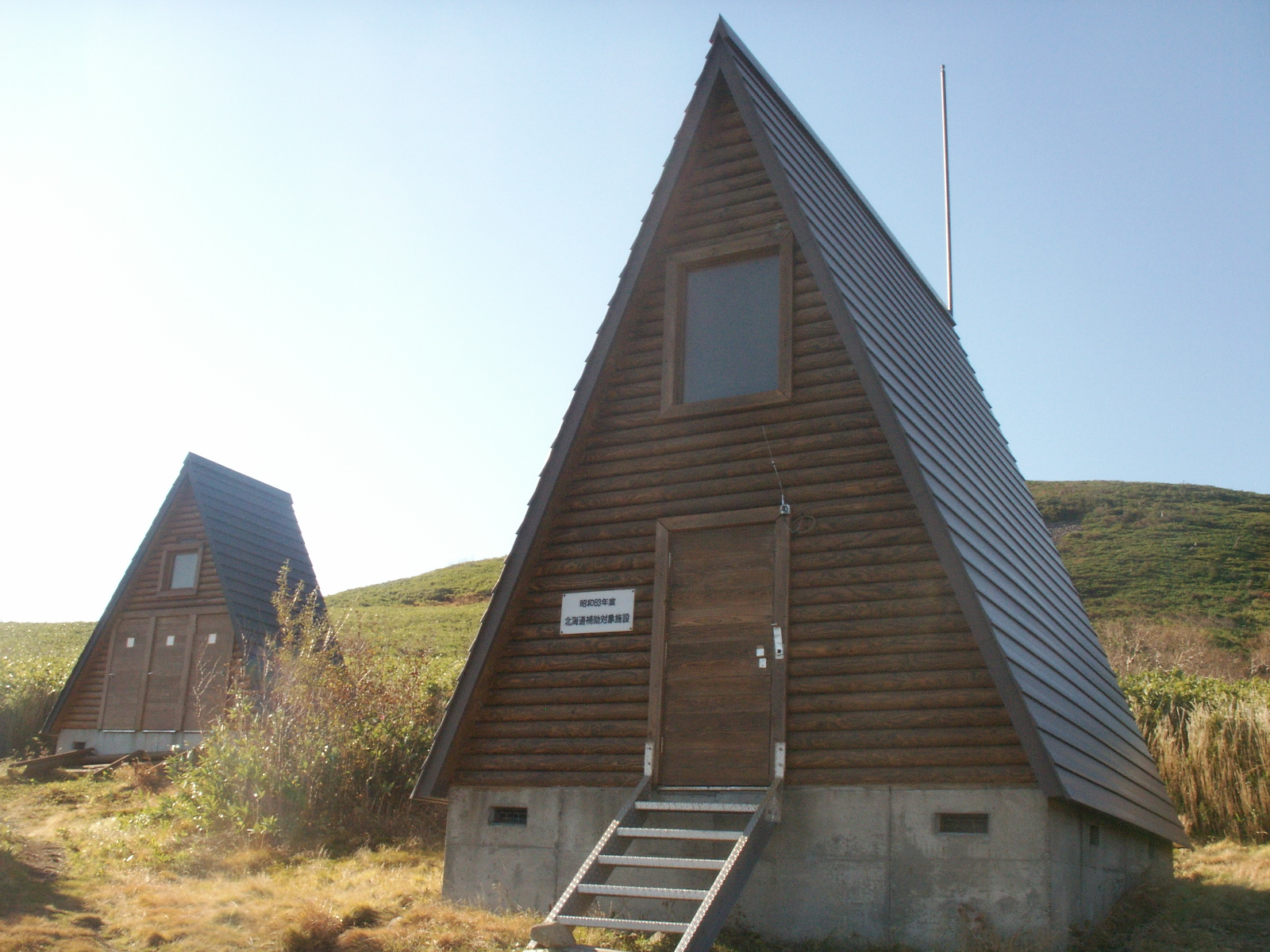
避難小屋、ここから山頂まで約1時間かかる
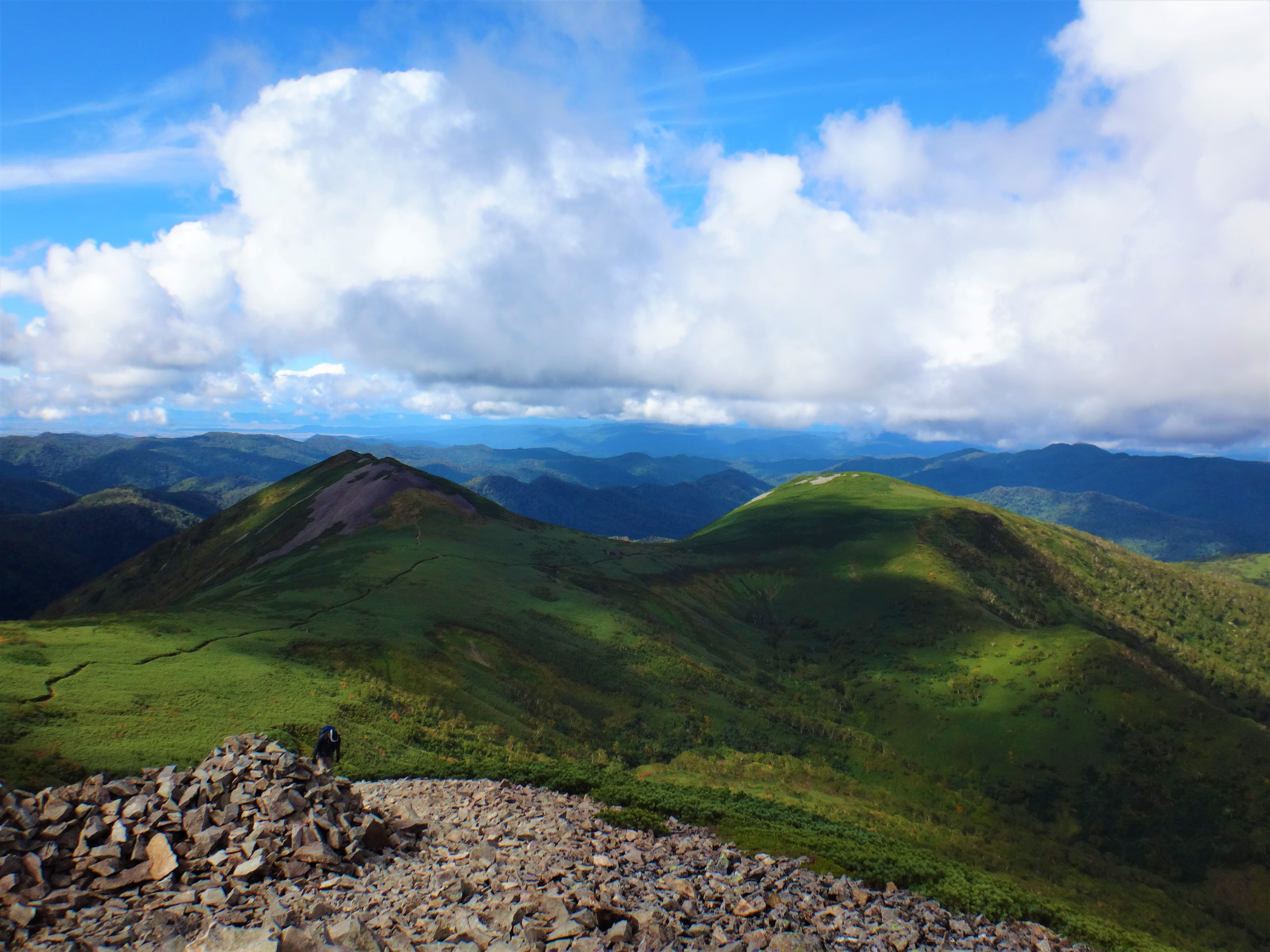
天塩岳から西天塩岳と丸山を眺める